# HV Aalsmeer
La Handbalvereniging Fiqas Aalsmeer è una squadra di pallamano maschile olandese con sede a Aalsmeer.

## Palmarès

### Trofei nazionali
- Campionato dei Paesi Bassi: 15
1953-54, 1958-59, 1984-85, 1994-95, 1999-00, 2000-01, 2002-03, 2003-04, 2008-09, 2017-18, 2018-19, 2020-21, 2021-22, 2023-24, 2024-25
- Coppa dei Paesi Bassi: 7
1986-87, 1988-89, 1997-98, 1999-00, 2003-04, 2007-08, 2023-24
- BeNeLux League: 1
2008-09.